# 大岡忠行
大岡 忠行（おおおか ただゆき、天正4年（1576年） - 慶長20年5月7日（1615年6月3日））は、江戸時代初期の武将、旗本。大岡忠種の養父。旗本・大岡忠右衛門忠政の次男。母は松井松平康親。通称は伝蔵、忠四郎。妻は筒井次左衛門正吉女。子は横地一郎右衛門忠重妻、加藤甚之助治次妻。
慶長5年（1600年）、兄忠俊が関ヶ原の戦いで討ち死にすると、家督は弟の忠世が継ぎ、忠行は相模国高座郡堤村の知行地を引き継ぐ。
慶長20年（1615年）の大坂夏の陣に参戦し、高木正次隊に属して父・忠政に先立って、討ち死にする。享年40。法名は覚夢。家督は養子の忠種が継いだ。後に忠行の家系は2300余石となった。